# Kristoffer Ajer
Kristoffer Vassbakk Ajer (* 17. April 1998 in Rælingen, Norwegen) ist ein norwegischer Fußballspieler auf der Position eines Innenverteidigers, der seit 2021 im Aufgebot des englischen Erstligisten FC Brentford steht. Mit 16 Jahren und 355 Tagen war er am 7. April 2015 beim Erstrundenspiel des Spieljahres 2015 gegen seinen ehemaligen Klub Lillestrøm SK jüngster Kapitän in der Geschichte der Tippeligaen.

## Vereinskarriere
Der in Norwegen geborene Ajer begann seine Laufbahn als Fußballspieler im Jahre 2003 im Nachwuchsbereich des unterklassig agierenden Rælingen FK in der Kommune Rælingen in der Provinz Akershus. Dort durchlief er sämtliche Jugendspielklassen, ehe er 2010 ins wenige Kilometer entfernte Lillestrøm zum dortigen Profiklub Lillestrøm SK wechselte. Hier wurde er ebenfalls in diversen Jugendmannschaften eingesetzt und fiel schon früh durch seine Torgefährlichkeit auf. Nachdem er 2012 noch für die U-14-Mannschaft des Klubs im Einsatz war, gab er 2013 bereits sein Debüt für die zweite Kampfmannschaft des Lillestrøm SK mit Spielbetrieb in der mehrgleisigen viertklassigen 3. Divisjon und war hier erneut als Torschütze erfolgreich. Nachdem er in diesem Jahr auch in der U-16- sowie in der U-19-Mannschaft des Klubs debütierte, wobei er in letztgenannter am häufigsten eingesetzt wurde, absolvierte er ab 2014 bereits vermehrt Ligaeinsätze für die zweite Mannschaft des Osloer Vorstadtklubs. In weiterer Folge kam er auch noch im U-19-Team zum Einsatz und wechselte, vor allem weil seine Eltern mit ihm nach Kristiansand zogen, während des laufenden Spieljahres zum dortigen Profiklub Start Kristiansand. Bei Start konnte er rasch überzeugen und kam nach nur wenigen Einsätzen in der U-19- sowie in der zweiten Mannschaft mit Spielbetrieb in der fünften Gruppe der 3. Divisjon zu seinem Profiligadebüt.
Sein Debüt gab er dabei im Alter von 16 Jahren und 93 Tagen am 16. Spieltag der Tippeligaen 2014, als er am 19. Juli 2014 beim 2:1-Heimerfolg über den FK Bodø/Glimt ab der 87. Spielminute für den Costa-Ricaner Fernando Paniagua auf den Rasen kam. Damit wurde er der jüngste in der Tippeligaen eingesetzte Spieler in der Geschichte des Klubs und übertraf dabei den seit 10. August 1986 bestehenden Rekord von Claus Eftevaag, der im Alter von 16 Jahren und 233 Tagen debütierte. Daraufhin wurde Ajer von Cheftrainer Mons Ivar Mjelde über das restliche Spieljahr hinweg, anfangs vorwiegend zum Spielende hin, in beinahe jeder Partie eingesetzt. Nachdem er am 15. August bei seinem vierten Ligaeinsatz bereits eine Torvorlage zu Ernest Asantes Tor zum 2:3-Endstand gegen die Strømsgodset IF beisteuerte, gelang ihm am 28. September 2014, seinem achten offiziellen Profiligaspiel, beim 3:1-Heimsieg über die Sarpsborg 08 FF sein erstes Tor, als er nach Vorarbeit des Costa-Ricaners Bismark Acosta in Minute 21 zur 1:0-Führung seines Teams traf und damit zum jüngsten Erstligatorschützen in der Klubgeschichte wurde. Bereits während dieser Zeit war der junge Mittelfeldakteur, der auf diversen Mittelfeldpositionen, vermehrt jedoch in der Defensive, eingesetzt werden kann, vielfach umworben und absolvierte unter anderem ein Probetraining beim italienischen Topklub AS Rom. Bis zum Saisonende, als Start nur knapp den Klassenerhalt schaffte, hatte es Kristoffer Ajer auf 13 Erstligaeinsätze und einen -treffer gebracht.
Im nachfolgenden Spieljahr 2015 wurde Ajer von Mons Ivar Mjelde als Stammspieler eingesetzt. Mit 16 Jahren und 355 Tagen war er am 7. April 2015 beim Erstrundenspiel des Spieljahres 2015 gegen seinen ehemaligen Klub Lillestrøm SK jüngster Kapitän in der Geschichte der Tippeligaen. Danach sollte er sein Team in dieser Saison noch ein weiteres Mal als Mannschaftskapitän anführen. In den ersten vier Runden noch im defensiven Mittelfeld eingesetzt, erkannte der Trainer rasch die immer deutlicher werdende Offensivkraft des zu diesem Zeitpunkt gerade 17-jährig Gewordenen und ließ ihn fortan im offensiven Mittelfeld und kurzzeitig sogar als Mittelstürmer spielen, wobei er es in den ersten sechs Runden bereits auf zwei Tore und ebenso viele Torvorlagen gebracht hatte. Nachdem er wieder auf diversen Mittelfeldpositionen eingesetzt wurde, war er unter anderem am 30. Mai 2015 beim 2:0-Auswärtssieg der alleinige Matchwinner, als er nach Vorarbeit von Matthías Vilhjálmsson und Solomon Owello beide Treffer seiner Mannschaft erzielte. Ab dieser Begegnung kam Kristoffer Ajer wieder ausschließlich im zentralen und offensiven Mittelfeld zum Einsatz und behielt seine Stammpositionen auch nach dem Trainerwechsel, der zwischen Ende August und Anfang September vonstattenging und nach dem langjährigen Trainer Mons Ivar Mjelde den bisherigen Co-Trainer des Profiteams und Cheftrainer der zweiten Mannschaft, Bård Borgersen, brachte. Bis dato (Stand: 5. Oktober 2015) brachte es der vielfach umworbene Offensivspieler auf 26 Ligaeinsätze, bei denen er acht Tore erzielte und weitere vier für seine Teamkollegen vorbereitete. Hinzu kommen auch noch zwei Einsätze im NM-Cup 2015, bei dem er mit der Mannschaft bereits in der zweiten Runde mit 0:4 gegen den Drittligisten Vindbjart FK ausschied, jedoch selbst beim 5:0-Erfolg im Erstrundenspiel gegen den Viertligisten FK Vigør binnen 14 Minuten  vier Tore erzielte.
Auch während des Spieljahres 2015 war Ajer im Gespräch mehrerer europäischer Topklubs; unter anderem bei Celtic Glasgow, die im August 2015 einen Scout ausschickten, und die Leistung des jungen Norweger über mehrere Wochen verfolgten. Daneben waren auch noch die englischen Vereine FC Arsenal, FC Liverpool und Tottenham Hotspur am aufstrebenden norwegischen Offensivtalent interessiert; oder mit Hertha BSC auch ein deutscher Vertreter. Ebenfalls ab Ende August 2015 wurde er vom deutschen Erstligisten Borussia Mönchengladbach umworben; jedoch kam es auch hier zu keinem Wechsel. Ab dem 5. Januar 2016 befand er sich in einem einwöchigen Probetraining beim schottischen Erstligisten Celtic Glasgow, der von seinem Landsmann Ronny Deila trainiert wird. In diesem konnte er den Trainer überzeugen, sodass er einen Vertrag in Glasgow unterschrieb der ab 1. Juli 2016 laufen wird. Am 15. Juni 2016 wurde er offiziell vorgestellt. Im Januar 2017 wurde Ajer bis zum Ende der Saison an den Ligakonkurrenten FC Kilmarnock verliehen. Nach seiner Rückkehr wurde er Stammspieler in der Mannschaft von Celtic und gewann mit ihr bis 2020 zahlreiche Titel darunter dreimal die schottische Meisterschaft.
Im Juli 2021 wechselte Ajer zum englischen Erstligaaufsteiger FC Brentford.

## Nationalmannschaftskarriere
Seine erste Einberufung in eine norwegische Nachwuchsnationalmannschaft erhielt Kristoffer Ajer im Jahre 2013, als er am 1. Mai 2013 bei einem 0:0-Remis gegen die Alterskollegen aus Montenegro bei einem internationalen Jugendturnier in Kärnten erstmals in der U-15-Nationalmannschaft seines Heimatlandes eingesetzt wurde. Nachdem er am nächsten Tag auch noch bei einer 1:2-Niederlage gegen die Alterskollegen aus Kanada zum Einsatz kam, folgten im September gleichen Jahres zwei weitere Länderspieleinsätze, in denen er ebenfalls torlos blieb. Nach vier U-15-Länderspielen kam er im Jahre 2014 zu seinem Debüt für die U-16-Nationalelf Norwegens, als er am 20. Januar 2014 beim 3:0-Sieg über die U-16 Schottlands über die volle Matchdauer durchspielte. Bis zum Ende des Jahres kam der junge Mittelfeldakteur so auf zehn offizielle U-16-Länderspieleinsätze.
Am 8. Oktober 2014 gab Ajer sein Debüt für die norwegische U-17-Nationalmannschaft, als er in der Qualifikation zur U-17-EM 2015 bei einem 3:0-Erfolg über Albaniens U-16-Nationalmannschaft im Skënderbeu-Stadion von Korça auflief und auch einmal zum Torerfolg kam. Nach einem weiteren EM-Quali-Einsatz gegen Österreichs U-17 im Oktober 2014 war er bei einer 1:4-Niederlage gegen die U-17 des Nachbarn Schweden im spanischen La Manga erneut über die volle Spieldauer am Rasen. Vor allem aufgrund seiner Erfolge in der Liga wurde der großgewachsene Spieler im Jahre 2015 auch erstmals in die U-21-Nationalmannschaft seines Heimatlandes einberufen, kam aber bis dato (Stand: 5. Oktober 2015) noch nicht für diese zum Einsatz.

## Erfolge
mit Celtic Glasgow:
- Schottischer Meister (3): 2018, 2019, 2020
- Schottischer Pokalsieger (3): 2018, 2019, 2020
- Schottischer Ligapokalsieger (3): 2018, 2019, 2020